# Beneficência Portuguesa Bauru
Beneficência Portuguesa de Bauru é o hospital da Associação Beneficência Portuguesa de Bauru, associação fundada em 1914, por um grupo de imigrantes portugueses fixados neste município do interior do estado de São Paulo.
O hospital Beneficência Portuguesa de Bauru entrou em funcionamento em 10 de junho de 1928, data em que se comemora mundialmente o Dia de Camões e das comunidades portuguesas. O primeiro médico contratado foi o Doutor Miroslau Szeligowski, que permaneceu como diretor clínico do hospital até 1934.
A Beneficência Portuguesa de Bauru localiza-se na região central da cidade, entre as ruas Rio Branco e Gustavo Maciel. A fachada de seu edifício principal sugere características dos casarões do norte de Portugal do final do século XIX, reunindo elementos arquitetônicos tradicionais e ecléticos.
O hospital atualmente é administrado pela Associação Beneficência Portuguesa de Bauru, pessoa jurídica de direito privado inscrita no CNPJ de número 45.011.798/0001-05, situado à Rua Rio Branco, nº 13-83, Centro - Bauru-SP - CEP 17.015-311.